# Barbro Blomberg
Barbro Gunhild Christina Blomberg, ogift Wennström, född 16 januari 1945 i Göteborg, är en svensk journalist och författare.
Barbro Blomberg, som har en fil. kand., var reporter vid Arbetet Väst 1971–1982, frilansade som redaktör i egen regi 1979–1980 och var redaktör för Biblioteksbladet som utges av Sveriges allmänna biblioteksförening (SAB) 1982–1988. Hon drev egna firman Barbro Blomberg Text & Layout i Lund och Malmö 1989–1996. Blomberg var redaktör vid Nationalencyklopedin 1996–2000, webbredaktör för Sigma AB 2000–2001, redigerare, copywriter och omvärldsbevakare för ID kommunikation i Malmö 2001–2009 och är nu frilansande författare och redaktör sedan 2009.
Barbro Blomberg var 1968–1998 gift med virologen, professor Jonas Blomberg (född 1944) och fick med honom två döttrar, fotografen Viktoria Blomberg (född 1970) och skådespelaren Anna Blomberg (född 1972).